# Burg Luegg (Semriach)
Die Burgruine Luegg liegt in der Marktgemeinde Semriach in der Steiermark. Ihre Geschichte geht bis in die Zeit um 1300 zurück.

## Geographische Lage

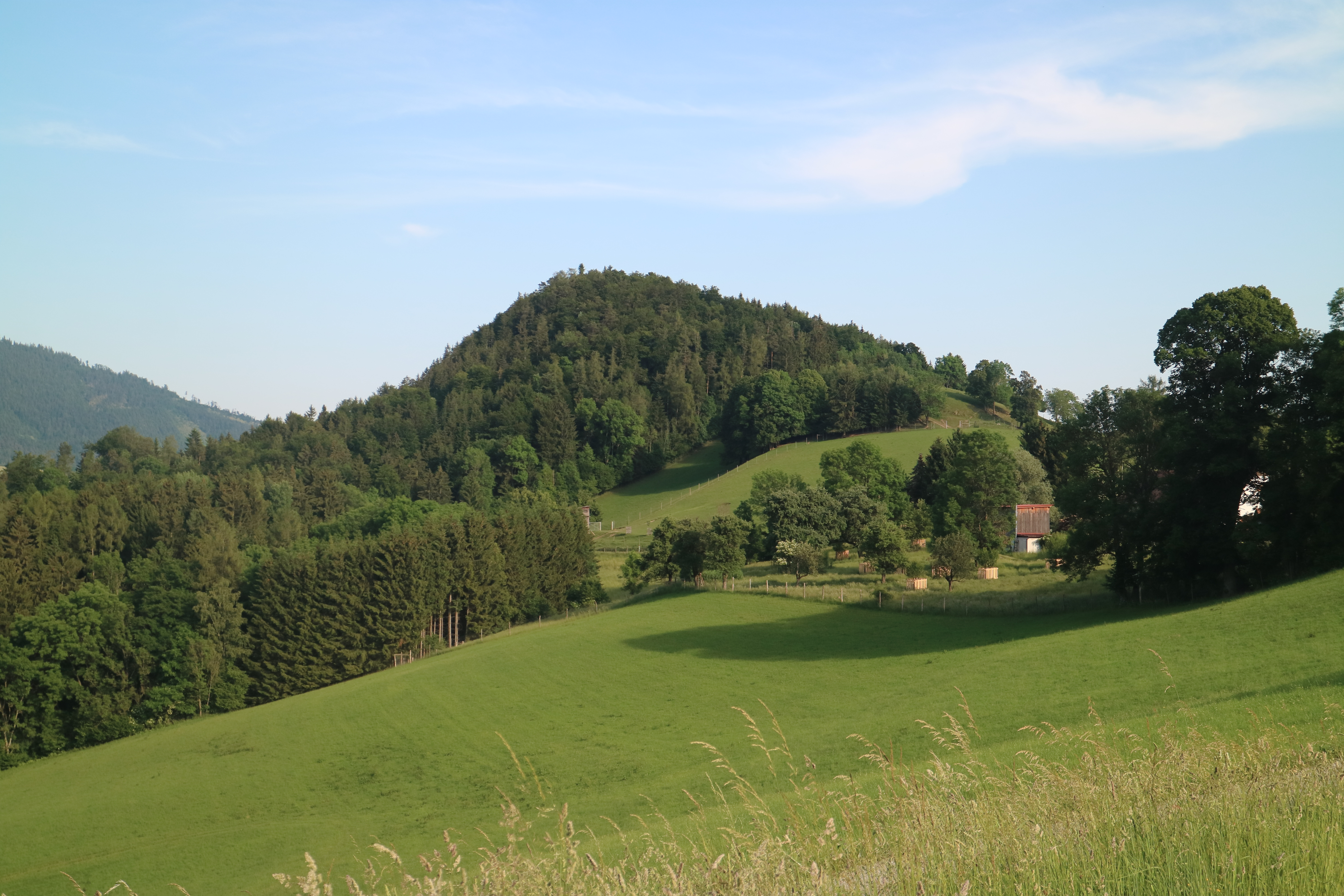
Hausberg von Nordwesten

Die Ruine der Höhenburg befindet sich in der Katastralgemeinde Windhof. Sie steht dort auf dem höchsten Punkt des Semriacher Hausberges (889 m), der am südöstlichen Rand des Hochsiedlungsgebietes Tanneben liegt und nach Norden, Osten und Süden hin steil abfällt. An der westlichen Seite fällt der Berg weniger steil ab und ist mit der Hochebene verbunden. Ungefähr 300 Meter nordöstlich der Ruine Luegg befinden sich die Reste der Burg Forchtenberg. Beide waren der Burg Peggau und der Burg Alt-Pfannberg vorgelagert.

## Geschichte
Die Burg wurde vermutlich um 1300 im Auftrag der Grafen von Pfannberg errichtet. Im Jahr 1321 erfolgte eine urkundliche Erwähnung als „castrum Luginslant“ (‚Lug ins Land‘). Damals saß das Dienstmannengeschlecht der Mordax auf der Burg. Eine weitere Erwähnung fand sie 1373 als „veste Lueginsland“. 1621 ist nur mehr von der alten Burg die Rede. Wann genau sie verlassen wurde, ist nicht bekannt.

## Beschreibung
Die erhaltene Bausubstanz ist so gering, dass Grundriss und Gestalt der Burg zum größten Teil nur vermutet werden können.
Die Anlage wurde von einer längsrechteckigen, rund 1,4 Meter dicken Ringmauer umgeben, die im östlichen Teil direkt am Steilhang errichtet wurde. Von dieser Mauer sind heute noch ein rund vier Meter hohes Mauerstück im südöstlichen Teil der Anlage sowie einige Fundamentreste erhalten. An den weniger steilen Hängen im Norden, Süden und Westen war eine zusätzliche Wall-Graben-Anlage errichtet. Auf der Schulter des Walles war vermutlich eine Palisade. Der Zugang zur Burg erfolgte vermutlich aus westlicher Richtung.
Im südlichen Teil der Burg weist heute noch ein rund fünf Meter hohes und etwa einen Meter dickes Stück der nördlichen Wand auf einen annähernd quadratischen Bergfried hin. Dieser hatte ursprünglich vermutlich eine Seitenlänge von etwa acht Metern. Sowohl der Bergfried als auch die Ringmauer bestehen aus einem unregelmäßigen Bruchsteinmauerwerk, das auf eine Entstehungszeit am Übergang vom 13. zum 14. Jahrhundert hinweist. Der Bergfried hat horizontale Abgleichungen mit einer Lagenhöhe von 40 bis 50 Zentimeter. Im Nordwesten findet man Reste eines rechteckigen Gebäudes, das wahrscheinlich direkt an die Ringmauer angebaut war. Im Nordosten befindet sich eine Vertiefung, die auf eine ehemalige Zisterne hinweisen könnte.